# Louis Béchereau
Louis Béchereau (Plou, 25 luglio 1880 – Parigi, 18 marzo 1970) è stato un ingegnere francese, specializzato nella progettazione aeronautica. Nel corso della sua carriera progettò o collaborò alla realizzazione di numerosi tipi di velivoli, tra i quali i caccia SPAD S.VII e S.XIII protagonisti della prima guerra mondiale.

## Biografia
Nacque il 25 luglio 1880 a Plou (dipartimento di Cher), e dopo aver frequentato la scuola professionale nazionale di Vierzon nel 1896, all'età di sedici anni, entrò alla Scuola delle arti e dei mestieri di Angers. Terminati gli studi nel 1901 partecipò, subito dopo essere stato arruolato nell'esercito, a una competizione indetta dal giornale L'Auto riguardante la realizzazione di modelli in scala di nuovi velivoli. Vinse il primo premio, e il suo modello fu prodotto in serie e commercializzato dai grandi magazzini parigini. Congedato nel 1902 andò a lavorare presso un'officina meccanica di Bezons, dove lavorò alla realizzazione di un prototipo di automobile progettato da Clément Ader, un nipote del quale, George Manthe, nel 1903 costituì a Levallois la Société de construction d'appareils aériens (SCAA).
Nel 1909 Armand Deperdussin, divenuto cliente della SCAA, gli affidò la progettazione di un aereo che fu successivamente esposto nelle vetrine del grande magazzino Le Bon Marché di Parigi nel corso del 1910.
Deperdussin aveva infatti creato per tempo la società De Feure e Deperdussin (DFD) insieme con il disegnatore Georges de Feure, e da tale società nacquero due prototipi di velivoli, i Deperdussin-de Feure 1 e Deperdussin-de Feure 2, con quest'ultimo esposto presso il grande magazzino "Le Bon Marche". 
Nel gennaio 1911 fu creata la SPAD (Société de production des aéroplanes Deperdussin) e Deperdussin gli affidò il ruolo di direttore tecnico anche se aveva lavorato con De Feure solo alla realizzazione del secondo prototipo, il monoplano Deperdussin-de Feure 2, così come attestato dal brevetto nº 413 071 depositato in data 18 maggio 1910. Nel 1911 fu affiancato come collaboratore dall'olandese Frederick Koolhoven, futuro direttore della British Deperdussin e costruttore di numerosi velivoli olandesi.
Ricoprendo il ruolo di direttore tecnico si distinse subito per l'adozione di fusoliere molto aerodinamiche, dette monocoques, che permettevano di ottenere prestazioni fino ad allora inedite. Anche alcuni suoi collaboratori diretti provenivano dalla Scuola delle arti e dei mestieri come Louis Janoir, capo pilota collaudatore e l'ingegnere André Herbemont. Le rivoluzionarie tecniche aerodinamiche adottate permisero alla Società Deperdussin di vincere numerosi premi, come la famosa Coppa Gordon Bennett nel 1912 con Jules Védrines ai comandi.
A causa dell'accusa di malversazione finanziaria rivolta a Deperdussin nell'agosto 1913, e del suo successivo arresto, l'industriale Louis Blériot rilevò la società nel corso del 1914 e la rinominò Société pour l'aviation et ses dérivés, conservando così il medesimo acronimo SPAD.

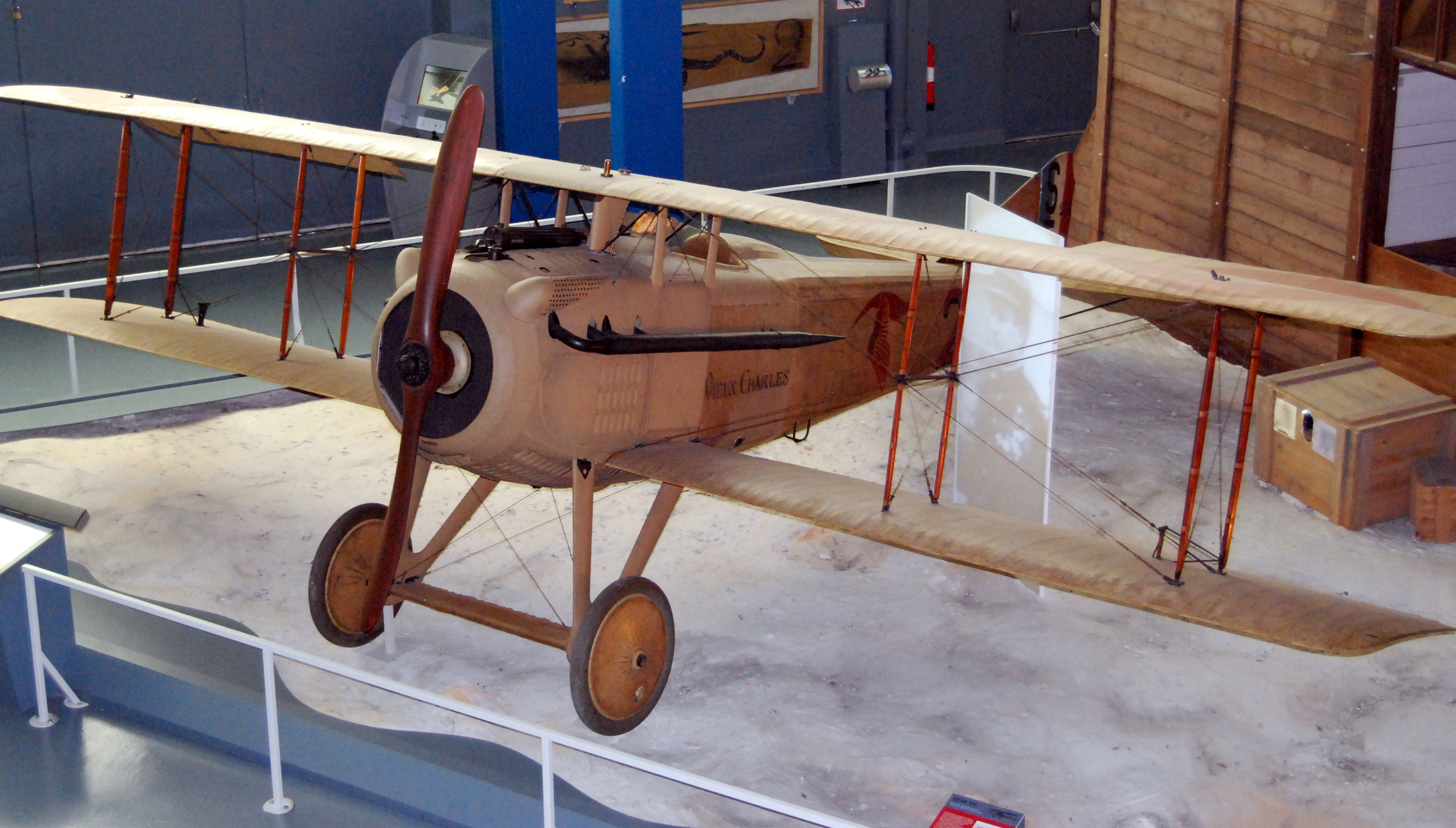
Lo SPAD S.VII originale utilizzato da Georges Guynemer, soprannominato "Vieux Charles", conservato al Musée de l'air et de l'espace.

Bleriòt lo riconfermò alla guida dell'ufficio tecnico e in quel periodo egli sviluppò numerosi progetti tra i quali quello dell'aereo da caccia SPAD S.XIII. Durante il corso della prima guerra mondiale, allorché l'asso Georges Guynemer ricevette il suo primo SPAD S.VII equipaggiato con motore Hispano-Suiza il 27 agosto 1916, il giorno successivo il pilota gli scrisse una lettera nella quale decantava le lodi del nuovo apparecchio. Questo fatto dette il via ad uno scambio epistolare tra il progettista e il pilota da caccia, il quale arrivò a definirlo "l'asso dei costruttori", e fu proprio Guynemer ad appuntargli sul petto la Croce di Cavaliere della Legion d'onore il 12 luglio 1917. La cerimonia avvenne nella Sala Grande della società SPAD alla presenza del Ministro della guerra Paul Painlevé. 
Nel corso del 1917 al processo contro Deperdussin la sua testimonianza, apertamente favorevole all'imputato, portò alla rottura dei rapporti con Blériot e al suo conseguente licenziamento, rimpiazzato prontamente con il ventiquattrenne Herbemont.
Nel corso del 1918 egli si trasferì alla Avions Bernard, e in quello stesso anno con Adolphe Bernard e Marc Birkigt, fondatore della Société Hispano-Suiza, diede brevemente vita alla Société et Ateliers Béchereau (S.A.B.), messa in liquidazione già nel 1920. Nel 1927 l'industria di Bernard assunse la denominazione di Société des Avions Bernard, ed egli ne divenne direttore tecnico nel 1928, al posto di Jean Hubert rimasto ucciso in un incidente automobilistico. Collaborò inoltre con la Société des moteurs Salmson, e nel 1931 si associò con il carrozziere Georges Kellner dando vita alla società Kellner-Béchereau. Alla vigilia della seconda guerra mondiale progettò il monoplano imbarcato da addestramento Kellner-Béchereau E-60 destinato alla Marine nationale, il cui sviluppo fu abbandonato in seguito al precipitare della situazione bellica.
L'impianto industriale andò distrutto durante i bombardamenti del 1942, e la società Kellner-Béchereau venne in seguito incorporata nella Aéroplanes Morane-Saulnier. Ricoprì il ruolo di direttore fino alla data del suo pensionamento avvenuta nel 1960. 
Commendatore della Legion d'onore (1966), insignito della Médaille de l'Aéronautique (1950), della medaglia d'oro dell'Aéroclub de France, del Premio Arthur du Faÿ (1959) e del Premio Nessim-Habif (1966), membro onorario dell'Unione sindacale delle industrie aeronautiche e membro dell'Accademia delle scienze, si spense a Parigi il 18 marzo 1970, e la sua salma fu sepolta nel cimitero di Mousseaux-sur-Seine.

## Progetti
- Deperdussin Monocoque
- SPAD A.1
- SPAD A.2
- SPAD A.3
- SPAD A.4
- SPAD A.5
- SPAD S.VII
- SPAD S.XI
- SPAD S.XII
- SPAD S.XIII
- SPAD S.XIV
- SPAD S.XV
- SPAD S.XVI
- SPAD S.XVII
- Buscaylet-Béchereau C.1 (caccia, 1924)
- Salmson-Béchereau SB-2 (addestratore, 1923)
- Salmson-Béchereau SB-3 (corsa, 1923)
- Salmson-Béchereau SB-4 (turismo, 1923)
- Salmson-Béchereau SB-5 (caccia, 1925)
- Salmson-Béchereau SB-6 (caccia, 1925)
- Salmson-Béchereau SB-7 (caccia, 1925)
- S.R.A.P. C.2 (caccia, 1926)
- S.R.A.P. T.7 (trasporto, 1927)
- Kellner-Béchereau 23 (turismo, 1932)
- Kellner-Béchereau 28VD (corsa, 1933)
- Kellner-Béchereau E-1 (sperimentale, 1936)
- Kellner-Béchereau E-4 (turismo, 1937)
- Kellner-Béchereau ED-5 (sperimentale, 1937)
- Kellner-Béchereau E-5 (turismo, 1937)
- Kellner-Béchereau E-60 (addestramento, 1937)

### Annotazioni
1. ↑  Era contemporaneo, tra gli altri, di Clément Ader, Gabriel Voisin, Wilbur Wright, Henri Farman e Louis Blériot
2. ↑  Numerose fotografie di differenti modelli in (EN)  « Deperdussin-de Feure Model 2 » di William Pearce, in Old Machine Press, 17 décembre 2015, in linea.
3. ↑  In lingua francese École des Arts et Métiers ("Gadzarts").
4. ↑  In un estratto della lettera si può leggere testualmente: L'appareil est merveilleux. J'ai grimpé à plus de 3.000 mètres en 9 minutes à peine et j'ai exécuté plusieurs renversements complets, sans difficultés et sans que le moteur bafouille. Je passe ma journée dans mon taxi et je voudrais passer mon temps à le retourner dans tous les sens "  ("L'apparecchio è meraviglioso. Sono salito a oltre 3.000 metri in 9 minuti appena e ho eseguito numerosi rovesciamenti completi, senza difficoltà e senza che il motore borbottasse. Io passo la mia giornata nel mio taxi e vorrei passare il mio tempo rovesciandolo in tutti i sensi).
5. ↑  Con la seguente motivazione:  Vous avez donné la suprématie aérienne à votre pays, et vous aurez une grande part dans la victoire. C'est un splendide titre de gloire. C'est avec le sentiment de l'admiration et de la grande reconnaissance que nous vous devons tous, que je vous donne l'accolade. (Citazione: "Voi avete donato la supremazia aerea al vostro paese, ed avrete una grande parte nella vittoria Questa è uno splendido titolo di gloria. È con sentimenti dell'ammirazione e della grande riconoscenza che noi tutti vi dobbiamo, che io vi abbraccio.").

### Fonti
1. 1 2 3 4  Catillon 1997, p. 66.
2. 1 2  Mancini 1936, p. 564.
3. ↑  Mancini 1936, p. 594.
4. 1 2 3  Blériot Jr, Louis. Blériot Aéronautique, l'envol du XXe siècle. Blériot-SPAD-Blanchard-Guillemin et autres marques... Éditions Larivière, 1994 ISBN 978-2-84890-156-5
5. ↑  Murphy 2005, p. 192.
6. ↑  Noetinger 2001, p. 45.
7. 1 2  Liron 1990, p. 17.
8. ↑  Liron 1990, p. 9.
9. ↑  Liron 1990, p. 10.
10. ↑   Adolphe-Bernard, su fandavion.free.fr. URL consultato il 3 maggio 2015.
11. ↑  Mancini 1936, p. 537.
12. ↑  Mancini 1936, p. 372.